# Mtwapa
Mtwapa – nadbrzeżne miasto w Kenii, w hrabstwie Kilifi. Liczy 90,7 tys. mieszkańców (2019). 